# Polaroid art

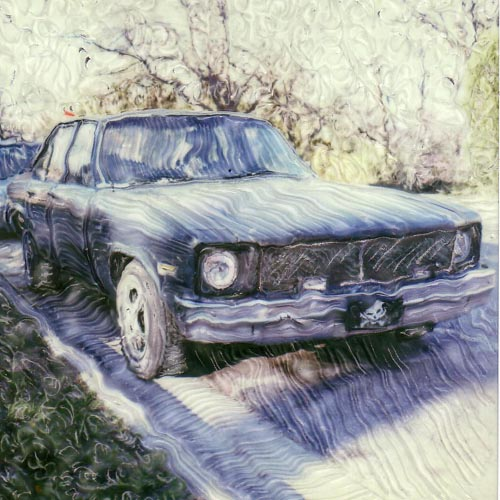
Příklad fotografické manipulace s filmem Polaroid a fotoaparátem SX-70

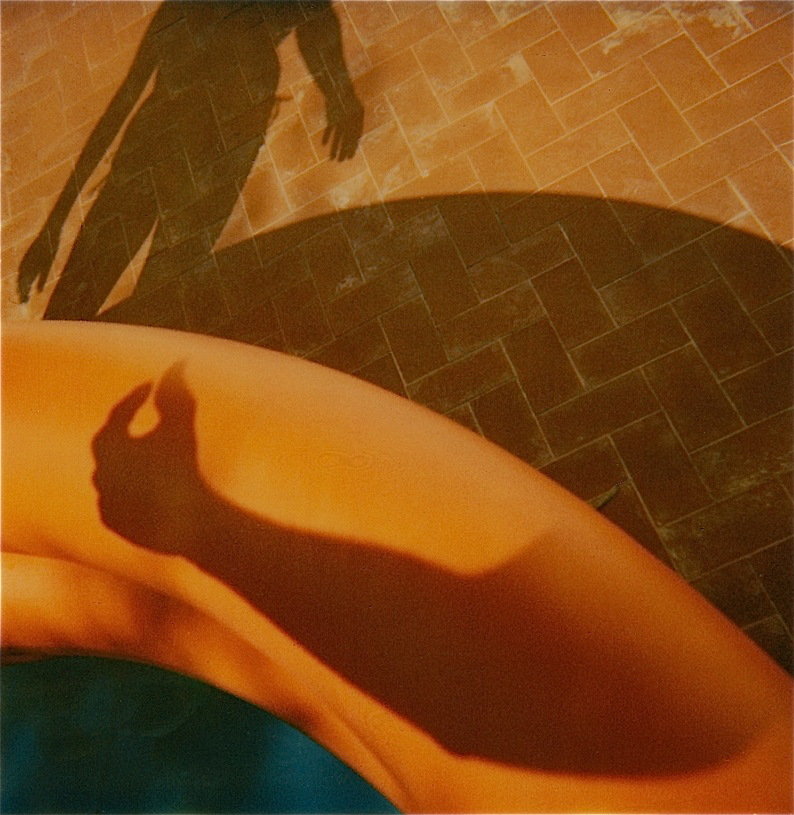
Polaroid SX-70 - Augusto De Luca, (International Polaroid Collection)

Fotografický film Polaroid je vhodný zejména pro různé formy alternativního zpracování. Možná nejpozoruhodnější z nich jsou obrazové manipulace vytvořené fotoaparátem SX-70 a manipulací s filmovou emulzí (poškrábání, rozrývání a podobně). Další možností je publikování díla bez jeho oříznutí - v plném formátu filmu včetně okrajů. Samotná firma Polaroid tento přístup aktivně podporovala zejména v pozdějších dnech filmové výroby.
Průkopníkem v této oblasti je Belgičan Danny Matthys.
- Stefanie Schneider je umělec, který používá výhradně materiál Polaroid.

Umění Polaroid art je v uměleckém světě přijímáno stále více. Instantní fotografie mají lesklý, přízračný efekt a mají styl, který přitahuje mnoho mladých lidí.